# Résolution (musique)
Pour les articles homonymes, voir Résolution.
En harmonie tonale, la résolution est le procédé de transformation d'une dissonance, soit en une consonance — résolution régulière —, soit en une nouvelle dissonance — résolution irrégulière. 
Comme toute note attractive, une dissonance doit être résolue, même si elle n'a pas été strictement préparée. Cette résolution — le retour à la détente — revêt toujours un caractère impératif.
Que la résolution soit régulière ou irrégulière, celle-ci doit se faire de préférence par mouvement oblique ou contraire. La résolution par mouvement direct est cependant admise quand la dissonance appartient à un accord ayant la dominante pour fondamentale, et à condition que les pôles de l'intervalle dissonant soient situés à une distance de septième au moins.

## Résolution régulière
Lorsque la résolution est régulière, la septième, la neuvième, la quinte diminuée, ainsi que la fondamentale et la tierce d'un accord de quarte et sixte, font un mouvement conjoint descendant, tandis que la quinte augmentée monte d'un demi-ton diatonique. La résolution régulière transforme l'intervalle dissonant en une consonance.
Par exemple, dans le cas d’une septième, la note supérieure descend d'un degré et donne une Sixte ; dans le cas d’une seconde, la note inférieure descend également d'un degré et donne une tierce ; dans le cas d’une quinte augmentée, la note supérieure monte d'un demi-ton diatonique et donne une sixte, etc.
- Dans un accord de septième ou de neuvième de dominante, le mouvement descendant de la septième combiné au mouvement ascendant de la sensible, produisent la transformation de l'intervalle harmonique de quinte diminuée situé entre la tierce — la sensible — et la septième de l'accord en un intervalle harmonique de tierce. Au cours de cette résolution classique par mouvement contraire, la sensible monte à la tonique et la sous-dominante descendant à la médiante.

## Résolution irrégulière
Une note attractive pouvant faire une résolution irrégulière, la dissonance peut être considérée comme résolue, soit si elle reste en place par unisson juste, ou seconde diminuée — par enharmonie —, soit si elle procède, de manière ascendante ou descendante, par demi-ton — diatonique ou chromatique —, ou à la rigueur, par seconde majeure. Dans une résolution irrégulière, l'intervalle succédant à la dissonance peut être une nouvelle dissonance. Mais, même lorsqu'elle amène une consonance, une résolution irrégulière produit toujours un effet inattendu.
Par exemple, la résolution d'un accord de septième par l'abaissement de la septième tandis que les autres notes restent en place, est un cas de résolution de dissonance produisant une autre dissonance.